# Ivy Latimer
Ivy Latimer (* 1. Dezember 1994 in Ventura, Kalifornien) ist eine australische Schauspielerin.

## Leben und Karriere
Ivy Latimer besuchte die Hunter School of Performing Arts in Broadmeadow, Newcastle. Im Jahr 2007 nahm sie zusammen mit einigen Klassenkameraden an dem Amateur-Filmfestival Shoot Out teil. Sie belegten den zweiten Platz in der Kategorie Unter 18 Jahren. Bekannt wurde sie durch zahlreiche Nebenrollen in australischen Fernsehserien. So war sie 2005 als Olivia Richards in der Daily Soap Home and Away zu sehen. Eine Hauptrolle hatte sie von 2010 bis 2011 in der Fernsehserie Meine Monster und ich als Angela Carlson inne. Ab Juli 2013 übernahm sie im H2O-Plötzlich-Meerjungfrau-Spin-off Mako – Einfach Meerjungfrau die Hauptrolle der Nixie. Sie schied jedoch bereits nach der ersten Staffel aus der Serie aus.

## Filmografie (Auswahl)
- 2002: All Saints (Fernsehserie, Episode 5x03)
- 2002: White Collar Blue (Fernsehserie, 14 Episoden)
- 2003: Grass Roots (Fernsehserie, Episode 2x07)
- 2004: The Cooks (Fernsehserie, Episode 1x06)
- 2005: Home and Away (Soap, 6 Episoden)
- 2004–2006: Love My Way (Fernsehserie, 7 Episoden)
- 2009: Accidents Happen
- 2010–2011: Meine Monster und ich (Me & My Monsters, Fernsehserie, 26 Episoden)
- 2011: Underbelly – Krieg der Unterwelt (Underbelly, Fernsehserie, Episode 4x08)
- 2013: Mako – Einfach Meerjungfrau (Mako: Island of Secrets, Fernsehserie, 26 Episoden)